# Ален дьо Мижола
Ален дьо Мижола (на френски: Alain de Mijolla) е френски психоаналитик и психиатър.

## Биография
Роден е на 15 май 1933 година в Париж, Франция. Завършва медицина през 1962 г. Анализиран е от Конрад Щайн и Денис Браушвайг. Става член на Парижкото психоаналитично общество през 1968, а от 1975 и пълноправен член.
Мижола е редактор на „Международния речник на психоанализата“ (1988 – 1993), който е уникален по своето богатство и отвореността на написаното. Създава и управлява Международната асоциация по история на психоанализата.